# Canthidium humerale
Canthidium humerale là một loài bọ cánh cứng trong họ Bọ hung (Scarabaeidae).